# Léo Jo
Léo Jo, née Léontine Joris, à Tournai le 29 octobre 1870 et morte à Woluwe-Saint-Pierre en juillet 1962, est une artiste peintre, dessinatrice, aquarelliste, caricaturiste, illustratrice, et une affichiste belge.

## Biographie

### Famille
Léo Jo (Emilie Marie Léontine Alexandrine Joris), née rue du Pont à Tournai le 29 octobre 1870, est la fille d'Emile Joris  (1840-1918), docteur en médecine, et de Marie Hubau (1845-1914).

### Carrière
Autodidacte, Léo Jo caricature son entourage, avant de commencer à exposer ses œuvres en 1899 au 6e salon de La Libre Esthétique, cercle artistique belge d'avant-garde et connaît le succès. De 1900 à 1912, elle est membre du cercle, où elle présente régulièrement ses réalisations. Elle est également régulièrement présente aux salons de la Société Nationale des Aquarellistes et Pastellistes de Belgique, de même qu'au salon de L'Estampe en 1907.
Leo Jo se fait aussi connaître lors de plusieurs salons triennaux belges. Au Salon de Bruxelles de 1907, elle envoie une aquarelle intitulée L'Église de Watermael et au Salon de Bruxelles de 1914, elle expose Le Vieux parapluie et Le Grand-duc.
Léo Jo meurt, célibataire, à la fin du mois de juillet 1962, à l'âge de 91 ans.

## Œuvre

### Caractéristiques

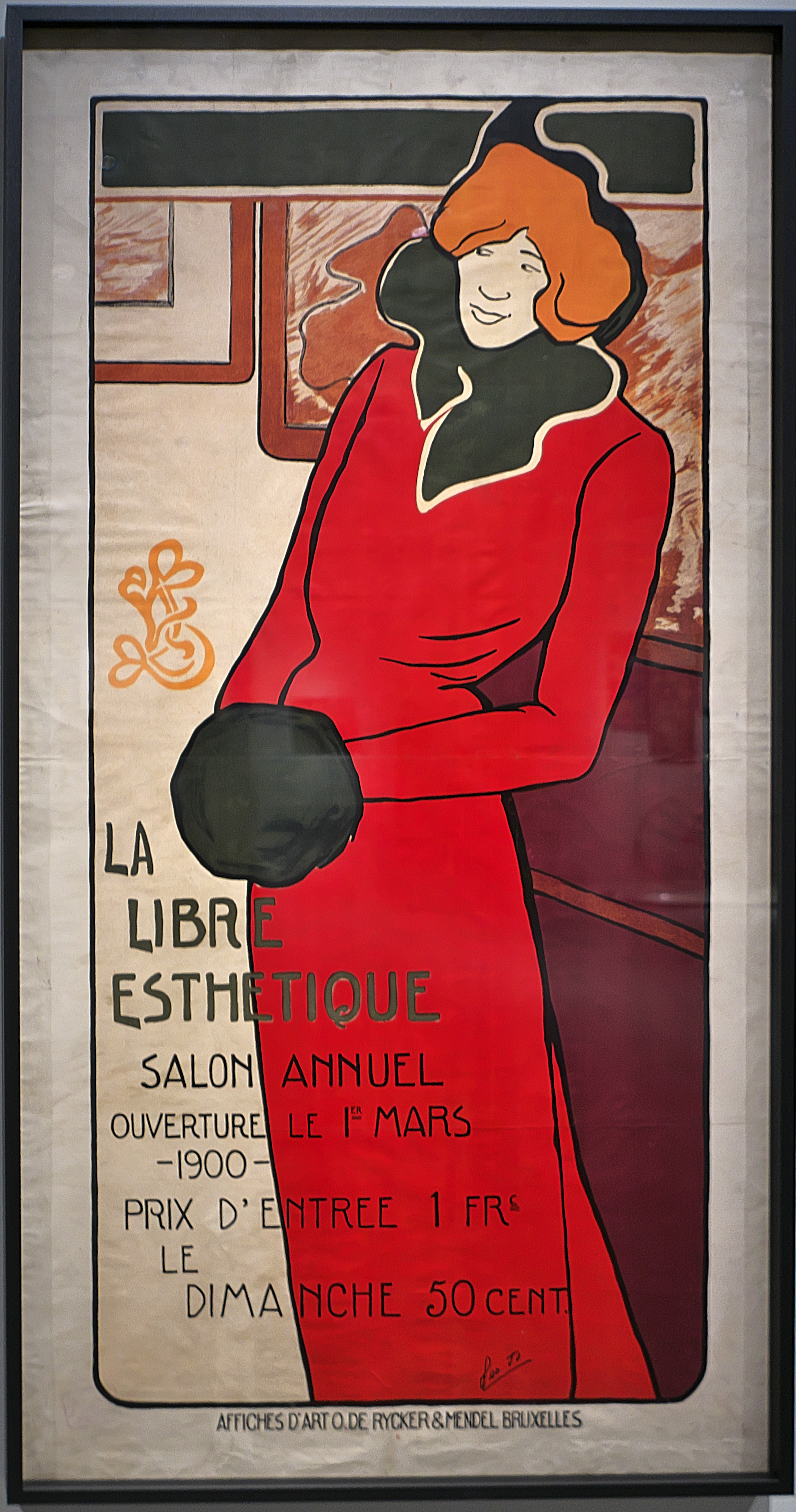
Affiche pour le salon de La Libre Esthétique par Léo Jo (1900).

La renommée de l'artiste est principalement due à ses caricatures et ses illustrations, mais elle est également peintre et s'exprime dans les paysages, les natures mortes, les figures et, vers la fin de sa vie, les sujets religieux.
Ses caricatures sont notamment publiées dans les hebdomadaires Le Rire et Lustige Blätter. Elle illustre les Contes de Sambre-et-Meuse (1905) et Les Manches de lustrine (1913) de Maurice Des Ombiaux et crée également des jouets.

### Réception critique
En décembre 1913, lorsqu'elle expose au Cercle artistique et littéraire de Bruxelles, l'écrivain Sander Pierron écrit : 

« Léo Jo expose une série de natures mortes et quelques intérieurs, des fruits, des légumes, des bouteilles entamées, un chapeau jeté sur le dossier d'une chaise,… Ce sont là mille riens, mais des riens qui aux yeux d'une artiste ont leur vie propre, leur beauté individuelle, leur langage et Léo Jo entend celui-ci et transpose celle-là. Ces simples motifs charmants et familiers, sont amplement aquarellés, touchés de gouache ; les tons des larges aplats, indiquant des plans essentiels, à l'exclusion de tout détail inutile, définissant par leur nette opposition la forme des choses, sans les emprisonner dans un contour rigide. Le coloris est franc, sans violence, savoureux ; l'exécution est ferme et nette. 
Toutes ces interprétations sont comme des synthèses, des résumés, puisque Léo Jo s'attache surtout à rendre dans ses caractéristiques essentielles la physionomie des objets qui retiennent son attention. C'est d'une saine matérialité, et c'est d'un aspect très neuf. Pour s'en convaincre, il suffit de regarder L'Estampe, Le Vase, somptueuse et profonde harmonie de bleus, Les Légumes, Les Fruits. Et combien sont expressifs aussi l'enveloppement de leur lumière tamisée, les choses qui peuplent les quiets logis […]. Ce ferme métier, allié à une admirable qualité d'observation, permet à Léo Jo de fixer d'une manière caustique, des types de contemporains. Elle souligne avec humour la drôlerie des modes actuelles et le comique qu'elles prêtent à l'allure de celles qui, à la lettre, les adoptent. Et ces croquis-là si sobres, si catégoriques et si amusants ne sont pas que des choses banales ; ils ont la force de la satire »

Elle expose en 1924 à la salle Mommen, et également en 1928 au Cercle artistique et littéraire de Bruxelles, son métier devenant plus savant et plus fouillé. Deux ans plus tard, ses dessins sont accrochés au salon du cercle La Mine souriante, où elle est aussi présente en 1934 et en 1935.